# أندريه توبوليف
أندريه توبوليف هو أندري نيقولايفيتش توبوليف (الروسية: Андрей Николаевич Туполев)، (1888 – 1972)  من أشهر الأكاديميين في تصميم الطائرات في الاتحاد السوفيتي يحمل رتبة فريق أول ولقب بطل العمل الاشتراكي. ويعود إليه ومكتبه التصميمي الفضل في تصميم وصنع طائرات الركاب والطائرات الحربية التي لا تزال تعمل في روسيا لحد الآن.

## المولد
ولد اندري توبوليف في 10 نوفمبر/تشرين الثاني عام 1888م، بقرية بوستومازوف الواقعة في مقاطعة تفير الروسية.

## التعليم
التحق عام 1908م بالكلية الفنية في موسكو والتي تخرج منها عام 1918م وأدرج في قائمة المتفوقين في الدراسة. وشارك توبوليف في تصميم طائرة شراعية قام بالتحليق فيها عام 1910م. وخلال الدراسة في الكلية قام توبوليف بتصميم أول ٱنبوب أيرودينامي في روسيا.
ويعد توبوليف إلى جانب جوكوفسكي أحد مؤسسي المعهد الايرودينامي المركزي. وفي الفترة ما بين عام 1918م وعام 1936م كان توبوليف يشغل منصب عضو رئاسة المعهد ونائب مديره.

## الاعتقال
في عام 1937م تم اعتقال توبوليف بتهمة التجسس، واعتقلت معه إدارة المعهد الايرودينامي المركزي كلها ومدراء معظم مصانع الطائرات في الاتحاد السوفيتي. وتم إعدام الكثير منهم. واشتغل توبوليف في مكتب سري للتصميم وهو سجين.

## طائرات توبوليف
في عام 1925م قام توبوليف بتصميم الطائرة العسكرية المروحية ذات المحركين من طراز «تي بي 1» التي اتّسمت بصفات جوية ممتازة واعتبرت حينذاك من أحسن قاذفات القنابل في العالم. وفي عام 1933م قام توبوليف بتصميم طائرة «تي بي-3» المطورة التي حققت رحلة جوية إلى القطب الشمالي. وفي عامي 1932م و 1934م قام فريق سوخوي تحت رئاسة توبوليف بتصميم طائرة «آ إن تي -25» وطائرة «ماكسيم غوركي» متعددة المحركات اللتين اعتبرتا حينذاك من أضخم الطائرات في العالم.

## ما بعد الحرب العالمية الثانية
في فترة ما بعد الحرب العالمية الثانية قام مكتب توبوليف التصميمي بتصميم وصنع قاذفة القنابل النفاثة من طراز «تو-16» التي اتصفت بالقدرة على بلوغ سرعة تزيد عن 1000 كيلومتر في الساعة إلى جانب أول طائرات الركاب النفاثة المدنية من طراز تو-104. وفي عام 1957م قام المكتب التصميمي بتصميم أول طائرات الركاب التوربينية المروحية عابرة القارات من طراز تو-114. وبين طائرات مكتب توبوايف التي لا تزال قيد الاستخدام لحد الآن، طائرة الركاب المتوسطة المدى من طراز تو-134 وطائرتا الركاب البعيدة المدى من طراز تو-154 وتو-204 وقاذفة القنابل الاستراتيجية الحاملة الصواريخ العابرة القارات من طراز تو-160. وتعتبر طائرة الركاب فوق الصوتية «تو-144» التي صنعت عام 1969 من أكثر طائرات توبوليف أناقة.

## مكتب توبوليف التصميمي
في 22 أكتوبر/تشرين الأول عام 1922م تم تأسيس مكتب توبوليف التصميمي الشهير. وخلال خمس وثمانين سنة من تاريخ تأسيس المكتب، تم تصميم ما يزيد عن 300 نموذج لمختلف أنواع الطائرات والسفن الصغيرة والآليات الأخرى. حيث تم إنجاز 90 مشروعا منها. وتم صنع 40 نموذج على دفعات. ومنذ عام 1973 تولى رئاسة مكتب توبوليف التصميمي ألكسي توبوليف وهو ابن آندري توبوليف.

## إنجازات مكتب توبوليف بالأرقام
بلغ مجموع الطائرات المصنوعة حسب تصاميم المكتب 18 ألف طائرة. وتم تصدير مئات الطائرات من طراز «تو» إلى الخارج عرف من خلالها العالم أحسن صفاتها ومميزاتها الجوية. ويتنقل كثير من المسافرين بالجو في روسيا ورابطة الدول المستقلة (دول الاتحاد السوفيتي السابق) في الوقت الحاضر بواسطة بواسطة طائرات توبوليف.

## توقف مكتب توبوليف
وتوقف مكتب توبوليف التصميمي في الوقت الحاضر عن نشاطه، وتم تحويله إلى شركة «توبوليف» المساهمة التي دخلت قوام شركة الطيران الموحدة.
ومن أهم اتجاهات عمل شركة «توبوليف» المساهمة في الوقت الحاضر ما يلي:
- تطوير برنامج اسرة طائرات «تو-204 /214» و«تو-334»
- العمل على تصميم طائرة الشحن المتوسطة المدى الإقليمية والادارية من طراز «تو-330» و«تو-324»
- تصميم الطائرات العاملة بانواع الوقود البديلة.

## روابط خارجية
- أندريه توبوليف على موقع الموسوعة البريطانية (الإنجليزية)
- أندريه توبوليف على موقع مونزينجر (الألمانية)
- الموقع الرسمي لمكتب توبوليف
- الموقع الرسمي لشركة توبوليف (بالروسية)

https://archive.is/20121127141206/http://arabic.rt.com/news_all_news/info/32786/